# Barbara Castle
Barbara Castle, Baroness Castle of Blackburn, född 6 oktober 1910 i Chesterfield i Derbyshire, död 3 maj 2002 i Ibstone i Buckinghamshire, var en brittisk labourpolitiker. Invald i parlamentet 1945 kom hon att bli en av de viktigaste labourpolitikerna under 1900-talet. Hon är den första och hittills enda kvinna som haft posten som vice premiärminister.

## Biografi
Barbara Castle var yngst av tre barn i familjen och växte upp i Pontefract och Bradford. Hennes familj var politiskt aktiv och hon introducerades i lauborpolitiken och gick med i partiet redan i unga år. Efter att 1922 ha flyttat till Bradford blev familjen snabbt involverad i de lokala aktiviteterna med Independent Labour Party.
Efter sin grundutbildning fortsatte Castle studierna vid St Hugh's College vid Oxfords universitet, där hon tog en examen i filosofi, politik och ekonomi. Hon började på allvar sin politiska aktivitet under tiden i Oxford, där hon var kassör i Oxford University Labour Club, som var den högsta befattningen en kvinna kunde nå i klubben på den tiden.
Castle valdes in i St. Pancras kommunfullmäktige 1937 och 1943 talade hon för första gången vid labourpartiets årliga konferens. Hon var då byrådirektör vid ministeriet för livsmedel. I parlamentsvalet 1945 valdes hon sedan, med stor majoritet, till MP för Blackburn, Lancashire.

### Regeringsarbetet
I Harold Wilsons regering 1964–1970 innehade Castle flera ministerposter. Hon gick in i regeringen som biståndsminister och hade posten som transportminister från december 1965 till april 1968. Som sådan införde hon utandningsprov för bekämpning av rattfylleriet. Hon införde också allmän hastighetsbegränsning (70 mph) och lade ner över 2000 miles av olönsamma järnvägar, men introducerade samtidigt statligt stöd till olönsamma, men socialt nödvändiga järnvägar. En av hennes mest minnesvärda åtgärder var kanske att lagstifta om krav på att alla nya bilar skulle utrustas med säkerhetsbälte.
Som minister för arbetsmarknadsfrågor var hon samtidigt vice premiärminister. Hon hade i dessa befattningar flera kontroverser med fackföreningarna genom sina förslag om att minska deras befogenheter. Efter Wilsons nederlag mot Edward Heath 1974 blev hon hälso- och socialminister.

### EU-parlamentet
I folkomröstningen 1975 om EU-inträde intog hon skeptisk hållning, men blev trots detta senare medlem av Europaparlamentet (1979–1989). Hon var vid den tiden den enda brittiska ledamoten som innehaft regeringsposition. I Europaparlamentet ledde Castle labourdelegationen och fungerade som vice ordförande för socialdemokratiska gruppen. Hon var också ledamot i utskottet för jordbruk och landsbygdsutveckling samt i delegationen för förbindelserna med Malta.

## Baroness Castle of Blackburn
År 1974 adlades Barbaras Castles make Ted Castle, och hon blev formellt Lady Castle, men hon vägrade att använda denna titel. År 1979 avled Ted Castle och 1990 fick hon titeln baronessa i sin egen kraft.
Hon förblev aktiv i politiken ända fram till sin död och attackerade bland annat premiärminister Gordon Brown vid labourpartiets årskongress 2001 för hans vägran att koppla pensionerna till arbetsinkomsten.
Castle dog i Chiltern, Buckinghamshire av lunginflammation och kronisk lungsjukdom.